# Francisco Wisner de Morgenstern
Franz Xaver Wisner von Morgenstern (Budapest, Hungría; 31 de julio de 1804 - Amambay, Paraguay; 11 de mayo de 1878) conocido como Francisco Wisner de Morgenstern fue un cartógrafo, historiador, coronel, arquitecto e ingeniero militar de origen húngaro que formó parte del ejército paraguayo.

## Biografía
Nació en Budapest el 31 de julio de 1804, hijo del conde Franz Wisner von Morgenstern y Eva Hassko. Prestó sus servicios de forma breve en el ejército húngaro y luego en otros países europeos. En 1845 llegó a Sudamérica y por invitación de Carlos Antonio López vino a Paraguay para entrenar a los soldados paraguayos con las nuevas técnicas militares de Europa. En 1849 dirigió una expedición junto con el ese entonces General Francisco Solano López en la provincia argentina de Corrientes.
Para 1850 ya era un hombre de confianza para el gobierno paraguayo y gracias a él se logró traer a ingenieros militares británicos para la construcción del ferrocarril de Paraguay, líneas de telégrafo, entre otras obras.
En 1854 se casa con la paraguaya María Lorenza Elida Lugo, con la que tuvo un solo hijo, Francisco del Rosario Wisner Lugo, quien luego tuvo numerosa descendencia. Unos años después, su esposa fallecería el 12 de octubre de 1864, luego de este suceso, Francisco nunca se volvería a casar.
En 1863 Francisco Solano López le habría encomendado, entre otras cosas, la tarea de escribir una biografía del Dr. José Gaspar Rodríguez de Francia, lo cual hizo, pero por el estallido de la guerra no pudo editar y publicar sus escritos, los cuales cayeron en el olvido, recién en 1923 el teniente coronel croata-argentino José Boglich, recupera y publica dichos textos en un libro llamado El Dictador del Paraguay, José Gaspar Francia.

### Guerra de la Triple Alianza
En noviembre de 1864 inició la Guerra de la Triple Alianza, donde ayudó y aportó sus conocimientos de ingeniería militar en varias batallas importantes, como en la batalla de Riachuelo, la mayor batalla naval de la historia de Sudamérica y en la Batalla de Curupayty, la mayor victoria del ejército paraguayo en la Guerra.
Su joven hijo Francisco del Rosario Wisner combatió en la guerra con el rango de cabo en el batallón 30.
En 1868 participó de la batalla de Itá Ybaté, donde fue capturado y llevado como prisionero de guerra al Brasil.

### Posguerra y últimos años
Una vez terminada la guerra volvió al Paraguay y realizó un mapa cartográfico de todo el país, que fue publicado en Viena en 1873, siendo uno de los mapas más detallados del Paraguay en esa época.

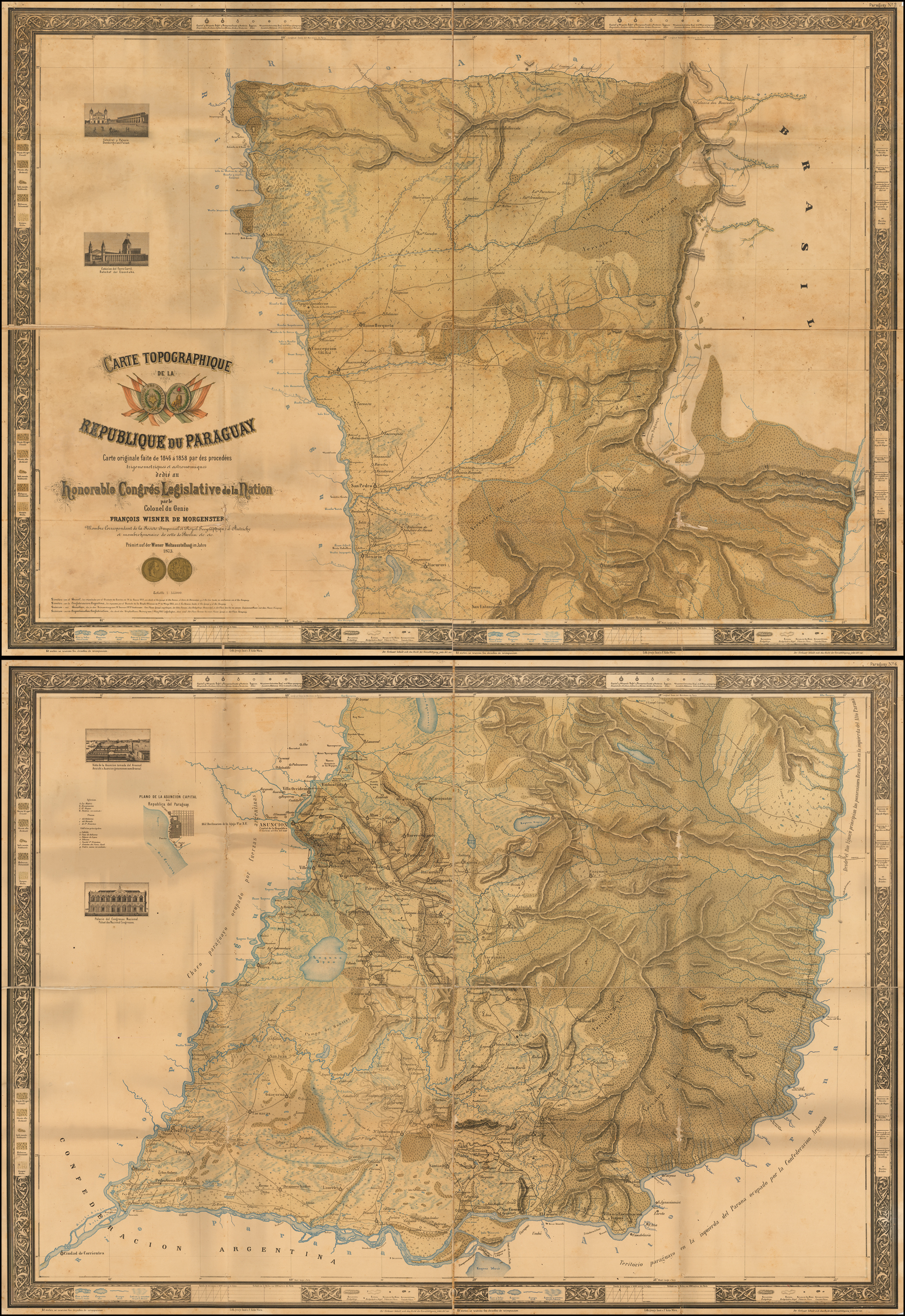
Mapa del Paraguay, publicado por Francisco Wisner de Morgenstern en 1873.

Gracias a sus invitaciones empezaron a venir al Paraguay muchos inmigrantes europeos, como: Christian Heisecke, que ayudaron grandemente con la reconstrucción y repoblamiento del país.
Pasó sus últimos años de vida en Asunción junto con su familia y trabajando como jefe de la Estación Central del Ferrocarril y de la Oficina de Inmigración de Paraguay.
El 12 de mayo, la prensa asunceña se hacía eco de la muerte del coronel húngaro cuando éste hacía prospecciones mineras en el Mbaracayu, Amambay.

## Homenajes
En su honor una calle en la ciudad de Lambaré lleva su nombre. 25°20′52″S 57°37′23″O / -25.3478673, -57.623107